# 巴克里·哈桑·薩利赫
巴克里·哈桑·萨利赫（阿拉伯语：‎，1949年—）曾任苏丹总理兼苏丹副总统。2013年至2019年担任苏丹副总统，2017年至2018年兼任苏丹复设总理职务以来第一位总理。

## 个人经历
萨利赫出生于栋古拉北部的Hafir Meshou村。 他上了Al-Hafir小学，后来搬到Al-Barqeeq中学接受地中海教育。 他于1964年至1968年在栋古拉中学学习。1973年毕业于苏丹军事学院，中尉军衔。他曾于1985年至1987年担任特种部队指挥官，1988年至1989年再次担任特种部队指挥官。
作为一名军官，萨利赫参加了军事政变，奥马尔·巴希尔掌权后，并担任革命指导救国委员会副主席，在政变后管理苏丹军政要务。萨利赫在苏丹安全机构担任重要职务。 他曾于1990年至1995年担任国家安全局局长，1995年至1998年担任内政部长，1998年至2000年担任总统事务部长，2000年至2005年担任国防部长，2005年至2013年再次担任总统事务部长。
2012年，他被任命为苏丹国家伊斯兰运动副秘书长。
萨利赫于2013年12月8日被任命为第一副总统，作为2013年9月到10月抗议活动的燃料价格改革的领导层改组的一部分。 据传，萨利赫可能是奥马尔·巴希尔的继任者。
2017年3月1日，他被总统奥马尔·巴希尔任命为自1989年该职位废除以来苏丹首任总理。总理职位重新建立，权力有限，而大多数权力仍在苏丹总统的手中。 作为总理，萨利赫保留了他的第一副总统职位。 他于3月2日宣誓就任总理。 两个月后，即5月11日，萨利赫宣布新政府的组成，该政府有31名部长和44名国务卿。